# Brochfael ap Elisedd
Brochfael ap Elisedd (Brochfael Sohn des Elisedd), auch Brochmail ap Eliseg genannt († 773) war von 755 bis 773 König des mittelalterlichen keltischen Königreiches Powys, das im nordöstlichen Teil von Wales lag, dessen Unabhängigkeit er sowohl gegen die Begehrlichkeiten der walisischen Nachbarstaaten als auch gegen den Druck der Expansionsbestrebungen des benachbarten angelsächsischen Königreiches Mercia verteidigte.

Mittelalterliche Königreiche in Wales.

## Herkunft
Brochfael stammt aus der so genannten Gwrtheyrnion, Gwertherion oder Gwerthrynion-Dynastie, die den Namen ihres eponymen Stammvaters, des römisch-keltischen Kriegsherren Vortigern (walisisch: Gwrteyrn) trägt, der sich in der Zeit nach dem Abzug der letzten regulären römischen Truppen (um das Jahr 410) zum mächtigsten Herrscher in Britannien entwickelte. Der walisischen Tradition nach, die von einer Reihe späterer Geschichtsschreiber übernommen wurde, war er mit Severa, einer Tochter des römischen Generals Magnus Maximus, verheiratet, der 383 von den römischen Truppen in Britannien zum Römischen Kaiser aufgerufen wurde.
Der Vater Brochfaels ap Elisedd war Elisedd ap Gwylog (Elisedd Sohn des Gwylog), auch Eliseg ap Gwylog genannt († ca. 755), König von Powys von etwa 725 bis um 755, dem es gelungen war, sein Reich gegen die Expansionsbestrebungen des Königreiches Mercia zu verteidigen und der vor allem bekannt ist wegen des zu seinen Ehren errichteten Denkmals, der so genannten Säule des Eliseg (englisch: Pillar of Eliseg), die von Brochfaels Enkel, Cyngen ap Cadell König von Powys (808–854), um 850 in der Nähe der Zisterzienserabtei Valle Crucis in Denbighshire in Wales errichtet wurde.
Von Brochfaels Mutter ist weder der Name noch die Herkunft bekannt.

## Leben
Brochfael konnte beim Tod seines Vaters Elisedd einen Staat übernehmen, der in seiner Unabhängigkeit und in seinen Grenzen gefestigt war.

### Kampf gegen Mercia
Zum Zeitpunkt der Thronbesteigung von König Brochfael war die gefährliche Grenze im Osten gegenüber dem expansiven angelsächsischen Königtum Mercia durch den unter Æthelbald, König von Mercia (716–757) erbauten „Wat’s Dyke“ – einen etwa 64 km langen Erdwall zur Abgrenzung seiner Länder gegen Elisedds Königreich Powys – stabilisiert.
Darüber hinaus war diese Nachbarschaft vorübergehend durch die Ermordung von König Aethelbald durch seine eigenen Leute im Jahr 757 und durch den darauf folgenden Bürgerkrieg für Powys ungefährlich. Sie blieb jedoch problematisch, da auf König Aethelbald – nach einem kurzen Zwischenspiel von König Beornred (757) – in der Person von Offa, König von Mercia von 757 bis 796, der mächtigste Herrscher auf den Thron folgte, den Mercia jemals gekannt hatte. Zum Glück für Brochfael war König Offa primär damit beschäftigt, die Vorherrschaft über die rivalisierenden angelsächsischen Königreiche zu erringen. Diese Situation erschien König Brochfael vorteilhaft, um an die militärischen Erfolge seines Vaters König Elisedd von Powys anzuknüpfen, indem er das vermeintlich geschwächte Königreich Mercia angriff. Wie die mittelalterlichen walisischen Annalen – die Annales Cambriae – berichten, unternahm er im Jahre 760 einen Überfall auf das Gebiet von Hereford, das er verwüstete. Er hatte jedoch seinen Gegner unterschätzt, denn der bald darauf folgende Gegenangriff König Offas führte dazu, dass Brochfael die gesamten Gebiete verlor, die sein Vater in der ersten Hälfte des 8. Jahrhunderts von Mercia erobert hatte.

### Offa’s Dyke

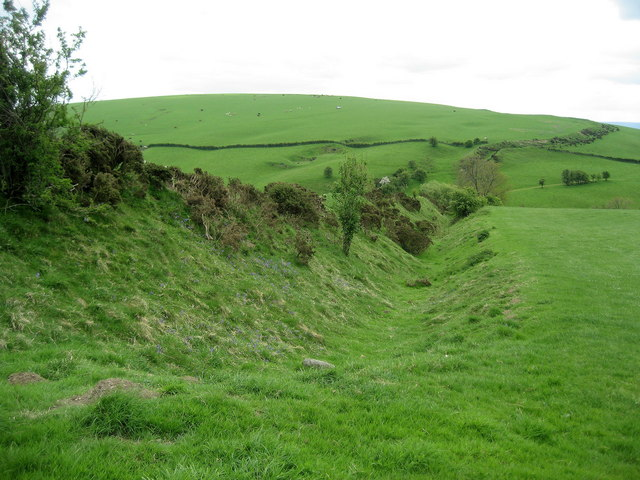
Offa’s Dyke nahe Clun

Diese Konfrontation zwischen der defensiven, keltisch dominierten Welt des Königreiches Powys unter der Herrschaft von König Brochfael und der aufstrebenden angelsächsischen Macht des Königreiches Mercia hinterließ immerhin ein beeindruckendes Denkmal: den so genannten Offa’s Dyke (walisisch: Clawdd Offa). Es war dies ein massiver Erdwall mit vorgelagertem Graben, der einst auf einer Länge von über 200 km entlang der Grenze zwischen Wales und England verlief. Weite Abschnitte des Walls sind heute noch sichtbar und teils bis zu 6 m hoch.

### Walisische Rivalen
Zwischen den mittelalterlichen walisischen Königreichen gab es einen ständigen Kampf um die Vorherrschaft in Wales, der zu zahlreichen internen Konflikten führte. Powys wurde insbesondere von den benachbarten Königreichen Gwynedd und Deheubarth bedroht. König Brochfael hatte jedoch Glück: da beide Nachbarn andere Interessen hatten, blieb Powys weitgehend von Angriffen verschont.
Zu berücksichtigen ist jedoch, dass über die Beziehungen zu diesen Nachbarn aus der damaligen Zeit kaum Nachrichten vorliegen. So ist etwa der zeitgenössische König von Gwynedd, Caradog ap Meirion (Caradog Sohn des Meirion), der etwa von 754 bis 798 regierte, historisch so wenig greifbar, dass etwa der walisische Historiker John Davies ihn gar nicht erwähnt. John Edward Lloyd erwähnt ihn, aber nur in einer Fußnote, in der er dessen Todesjahr aus den Annales Cambriae zitiert.
Details über allfällige größere Konfrontationen von König Brochfael mit seinen walisischen Nachbarn sind daher nicht bekannt.

## Ehe und Nachkommen
Der Name und die Herkunft seiner Ehefrau sind nicht bekannt.
Kinder:
Wie aus dem Wortlaut des Textes von der Säule von Eliseg (englisch: Pillar of Elisegg, eigentlich Säule des Elisedd) aus dem 9. Jahrhundert hervorgeht, hatte er zumindest einen Sohn:
- Cadell ap Brochfael (auch Cattell ap Brochmail[8]) der auf seinen Vater Brochfael ap Elisedd von 773 bis 808 als König von Powys folgte.[9]